# Juan Calzado
Juan Ángel Calzado de Castro, född 16 mars 1937 i Barcelona, är en spansk före detta landhockeyspelare.
Calzado blev olympisk bronsmedaljör i landhockey vid sommarspelen 1960 i Rom.